# Сумчаста райка звичайна
Сумчаста райка звичайна (Gastrotheca marsupiata) — вид земноводних з роду Сумчаста райка родини Американські райки.

## Опис
Загальна довжина досягає 5—7 см. Голова широка, морда коротка. Тулуб стрункий. на спині, як й всіх представників свого рода, має своєрідну сумку. Забарвлення спини зелено-коричневе. З боків розташовані жовтуваті смуги. Черево білувате або бежеве.

## Спосіб життя
Полюбляє дощові гірські ліси. Практично усе життя проводить на деревах. зустрічається на висоті від 1500 до 4230 м над рівнем моря. Активна вночі. Живиться комахами.
Парування відбувається у квітні-травні. Триває 16-36 годин. Самиця відкладає до 200 яєць завбільшки з горошину. Під час відкладання яєць клоака вивертається на догори і загинається на спину самки до отвору сумки. У сумці з яєць розвиваються пуголовки, які останні стадії розвитку проходять у воді. До моменту виходу личинки у воду весь запас жовтка виявляється вже витраченим. Пуголовки залишають сумку, коли зовнішні зябра у них зникають, з'являються задні кінцівки, але зберігається ще великий веслоподібний хвіст з густою мережею кровоносних судин, що служить пуголовкам додатковим органом дихання. Вихід відбувався тільки вночі.

## Розповсюдження
Мешкає у Перу та Болівії.